# Wigan
Wigan è una città della Grande Manchester nel Regno Unito. È sede borgo metropolitano.
Wigan si trova a metà strada fra Liverpool, Preston e Manchester. Il distretto urbano arriva a contare circa 300 000 abitanti.

## Geografia fisica
Wigan sorge sulle rive del fiume Douglas ed è situata a 25,8 km a nord-ovest di Manchester e a 10 km sud-ovest di Bolton.

## Storia
Fu riconosciuta come villaggio nel 1246 dal re Edoardo III d'Inghilterra. Il 25 agosto 1651, durante la guerra civile inglese fu teatro di una battaglia tra le forze parlamentariste e quelle realiste. 
Durante la rivoluzione industriale Wigan divenne uno dei principali centri della produzione tessile grazie alla presenza di numerosi filatoi. Le numerose fabbriche ed il fabbisogno di manodopera fecero aumentare a dismisura la popolazione e le dimensioni dell'abitato, passato dall'essere un semplice villaggio ad una città industriale in pochi decenni. La crescita economica della città venne favorita dall'apertura del Leeds and Liverpool Canal che consentì di sfruttare i grandi bacini carboniferi della zona. Negli anni trenta del XIX secolo fu raggiunta dalla ferrovia.

## Cultura

### Libri
Nella città vi fu ambientato parte del libro di George Orwell La strada di Wigan Pier.

### Musica
Wigan è la città d'origine del gruppo musicale The Verve, attivo dagli anni novanta e molto popolare anche fuori dai confini del Regno Unito.

## Sport
La squadra di calcio locale, il Wigan Athletic F.C., che disputa le sue partite interne presso il DW Stadium. La cittadina è inoltre una delle "capitali" della Rugby League: la squadra locale dei professionisti è infatti la squadra di rugby più titolata d'Inghilterra.

## Infrastrutture e trasporti

### Strade
La principale via d'accesso alla città è l'autostrada M6.

### Ferrovie
La stazione di Wigan è situata lungo la West Coast Main Line.